# Hasko (Roman)

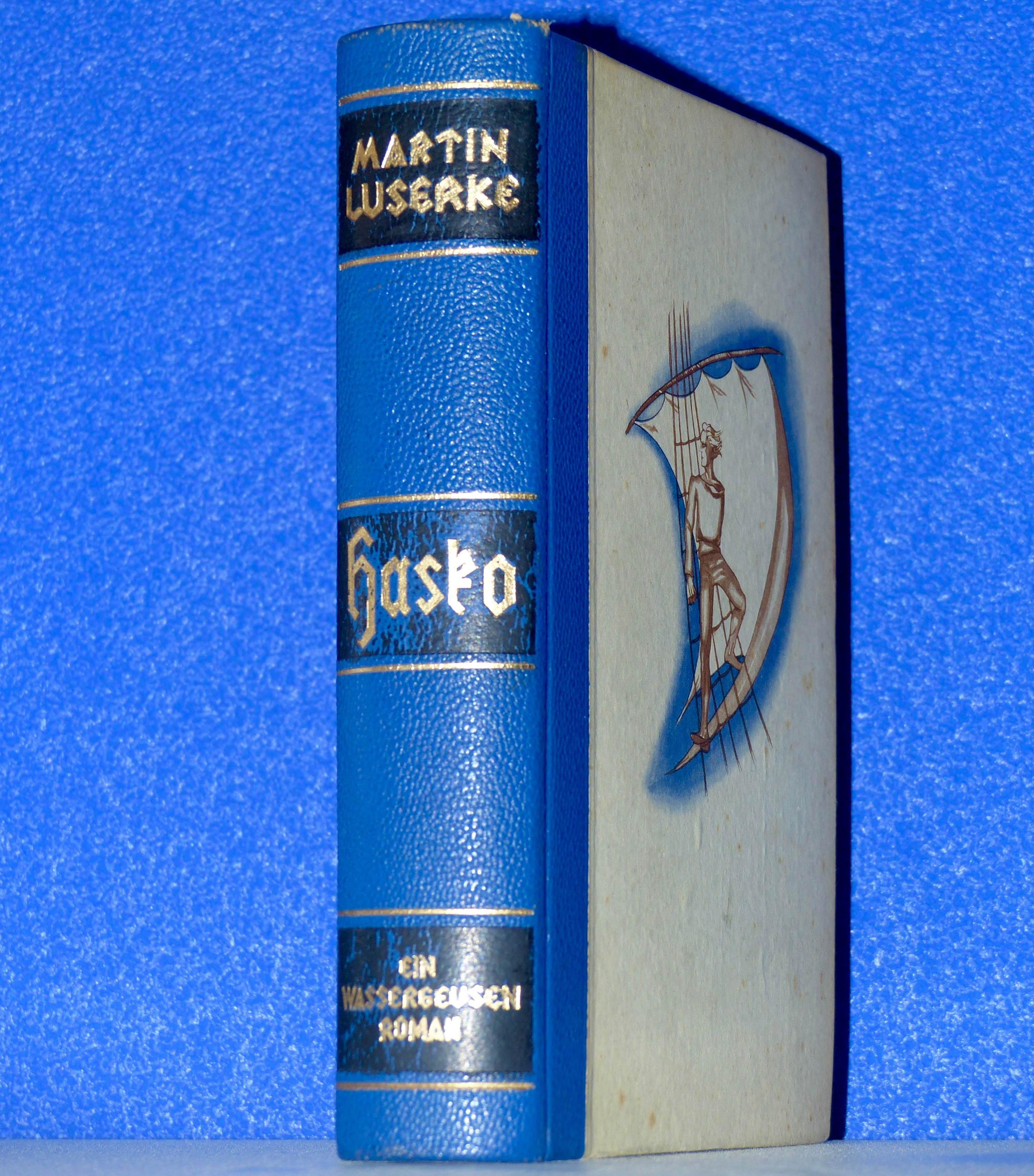
Hasko-Buchausgabe aus dem Jahr 1939

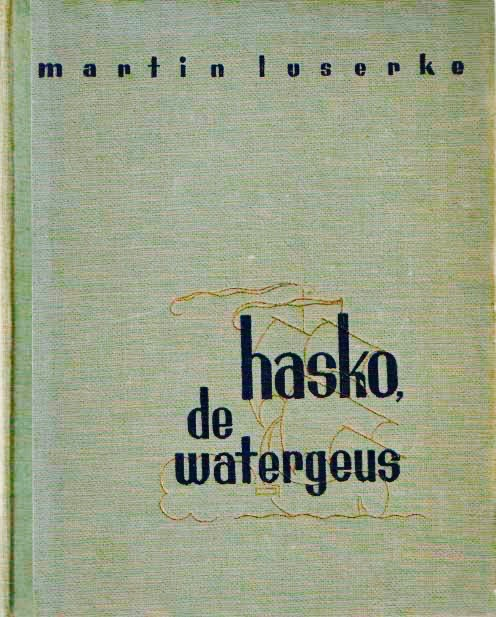
Niederländische Ausgabe Hasko, de watergeus. 3. Auflage. 1940

Hasko ist der Titel des erfolgreichsten Romans des deutschen Schriftstellers, Erzählers, Theaterschaffenden und Reformpädagogen Martin Luserke. Der Roman erschien auf Deutsch erstmals 1935 und ist auch in einer niederländischen und einer französischen Sprachfassung erschienen.
Er handelt von dem niederländischen Freiheitskämpfer Hasko, einem Wassergeusen, der während des Spanisch-Niederländischen Krieges (1568–1648) auf der Nordsee in eine Seeschlacht um die ostfriesische Stadt Emden verwickelt wird. 

## Zum Inhalt
Die Bewohner von Juist wollen die Geusen vom Schiff Greifer von Lancelot von Brederode vergiften, weil diese sie gezwungen haben, sie auf ihrem Landgang kostenlos zu bewirten, doch der Waisenjunge Hasko, der von Bewohnern verachtet wird, hat von dem Plan erfahren und zerstört den Krug mit dem vergifteten Wein mit einem Beilwurf. Als die Geusen zum Schiff zurückkehren, nehmen sie Feike Fuko, den Sohn des reichsten Mannes von Juist, und Hasko als Schiffsjungen mit.
Vor schwerster Körperstrafe (auf eine Kanone gebunden) schützt Hasko der Kapitän des Schiffs, genannt „Bleichdoot“ von Brederode, dem – seltsam genug – die wildesten Geusen auf einen Wink hin gehorchen. Unter den Kanonieren erkennt der Schotte Mac gleich die Qualitäten Haskos. Im ersten Gefecht verdient sich Hasko eine Waffe, als er Jan van Troyen, den beliebtesten aller Geusenkapitäne, unterstützt. Vor Emden erobert er einen Leichter, weil die Gegner ihn für das „Vliegespenst“ halten, und bringt ihn so auch durch die feindlichen Linien.
Als er in Emden dem spanischen Spion „Loop-over-de-Loft“ (Graf Meghem) in die Hände gefallen ist, wird er vom Schiffskoch Pieter Sjoerdes befreit und vereitelt den Plan des Grafen Meghem, mit einem Brander die Geusenflotte zu vernichten, weil der Graf ihm im sicheren Gefühl, Hasko rasch töten zu können, den Plan verraten hatte. Hasko bekommt ein eigenes Schiff, das er nach seinem besiegten Gegner Loop-over-de-Loft nennt. Vor einem Hinterhalt rettet ihn Sygun von der Insel, die aber darauf in einem Sturm umkommt.
Die Gräfin Meghem lässt, um die Loop-over-de-Loft besiegen zu können, in Emmerich am Rhein zwei Galeeren bauen. Während Hasko schwer verletzt in seiner Kajüte liegt, verlieren die Geusen eine Seeschlacht vor Emden, weil die deutsche Küstenbatterie auf sie schießt und der Gegner durch die zwei Galeeren unterstützt wird.
Aber Hasko kann nach seiner Gesundung die Galeeren auffinden und so seinen Freund Jan van Troyen rächen. Die Loop-over-de-Loft siegt über die Galeeren, doch alle drei Schiffe sind nur noch Wracks. Die überlebenden Geusen retten sich im Beiboot einer der Galeeren. Alle drei Schiffe sinken, Hasko geht unter „hoch auf dem Hüttendeck des eroberten Schiffes stehend im Angesicht der deutschen Küste“.

## Zur Wirkungsgeschichte des Romans
Das überwiegend auf Luserkes Schiff Krake in Emden entstandene Buch enthält u. a. historisches Kartenmaterial des Gefechts bei Ameland und der Seeschlacht vor Emden sowie Zeichnungen der damals von den Geusen verwendeten Schiffstypen.
Luserkes Roman wurde im Jahr 1935 mit dem 1. Preis des Literaturpreises der Reichshauptstadt Berlin ausgezeichnet. Seinerzeit erschien das Buch sowohl im Münchener Franz-Eher-Verlag als auch im Potsdamer Ludwig-Voggenreiter-Verlag.
Während des Zweiten Weltkrieges wurde eine Voggenreiter-Teilauflage von Hasko mit dem Vermerk „Einmalige Sonderausgabe der Zentrale der Frontbuchhandlungen Paris“ versehen. Ihr Druck erfolgte in der Imprimerie Chaim Paris. Diese Buchausgaben waren für die Soldaten der Wehrmacht vorgesehen und wurden in dem für die Feldpost geeigneten Kleinoktav-Format herausgegeben. Den Verlagen sicherte dies während des Krieges Papierzuteilungen und den Fortbestand.
Hasko wurde zuletzt 1989 neu aufgelegt.
Ein literarischer Vorläufer des Romans hieß Hasko wird Geusenkapitän und wurde von Martin Luserke bereits 1925 veröffentlicht.